# Jodie Cunnama
Jodie Cunnama (nacida como Jodie Ann Swallow, Brentwood, 23 de junio de 1981) es una deportista británica que compitió en triatlón.
Ganó tres medallas en el Campeonato Mundial de Triatlón de Larga Distancia entre los años 2009 y 2016, y una medalla en el Campeonato Europeo de Triatlón de Larga Distancia de 2010.
En Ironman obtuvo una medalla en el Campeonato Europeo de 2013. En Ironman 70.3 consiguió dos medallas en el Campeonato Mundial en los años 2010 y 2014, y una medalla en el Campeonato Europeo de 2016.

## Palmarés internacional
| Campeonato Mundial | Campeonato Mundial             | Campeonato Mundial | Campeonato Mundial |
| Año                | Lugar                          | Medalla            | Prueba             |
| ------------------ | ------------------------------ | ------------------ | ------------------ |
| 2009               | Perth (Australia)              | Medalla de oro     | Individual         |
| 2012               | Vitoria (España)               | Medalla de bronce  | Individual         |
| 2016               | Oklahoma City (Estados Unidos) | Medalla de oro     | Individual         |
| Campeonato Europeo |                                |                    |                    |
| Año                | Lugar                          | Medalla            | Prueba             |
| 2010               | Vitoria (España)               | Medalla de plata   | Individual         |

| Campeonato Europeo | Campeonato Europeo   | Campeonato Europeo | Campeonato Europeo |
| Año                | Lugar                | Medalla            | Prueba             |
| ------------------ | -------------------- | ------------------ | ------------------ |
| 2013               | Fráncfort (Alemania) | Medalla de plata   | Individual         |

| Campeonato Mundial | Campeonato Mundial          | Campeonato Mundial | Campeonato Mundial |
| Año                | Lugar                       | Medalla            | Prueba             |
| ------------------ | --------------------------- | ------------------ | ------------------ |
| 2010               | Clearwater (Estados Unidos) | Medalla de oro     | Individual         |
| 2014               | Mont-Tremblant (Canadá)     | Medalla de plata   | Individual         |
| Campeonato Europeo |                             |                    |                    |
| Año                | Lugar                       | Medalla            | Prueba             |
| 2016               | Wiesbaden (Alemania)        | Medalla de plata   | Individual         |